# Zastřelení Trayvona Martina
Zastřelení Trayvona Martina Georgem Zimmermanem proběhlo v noci 26. února 2012 v Sanfordu na Floridě. Ve Spojených státech amerických tento incident přitáhl vlnu intenzivní mediální pozornosti, vyvolal diskusi o rasismu a následně i rozsáhlé protesty organizované hnutím Black Lives Matter.
Martin byl v době incidentu 17letý černošský žák střední školy. Zimmerman byl naproti tomu 28letý koordinátor komunitní domobrany míšeneckého původu (otec běloch, matka Hispánka z Peru). Martin nežil v Sanfordu dlouhodobě, pouze zde dočasně přebýval u svého otce, kam ho jeho matka poslala potom, co byl vyloučen ze školy v rodném Miami za držení drog. Konkrétně se jednalo o balíček se zbytkem blíže nespecifikované drogy, pravděpodobně marihuany. Aby ho rodiče odloučili od vazeb na problémové kamarády v Miami, tak jej sedm dní před incidentem poslali právě za domu jeho otce v Sanfordu. Martin se během sobotní noci 26. února vracel do domu svého otce. Předtím si podle kamerových záznamů šel koupil balíček Skittles a ledový čaj do místního supermarketu. Během cesty domů ho ale zpozoroval Zimmerman, který zavolal na policii s tím, že vidí „vážně podezřelého chlapa“. Mezi řečí pak zmínil, že vypadá jako černoch. „Vypadá, že je na drogách nebo něco. Prší a on se tu jen tak prochází,“ řekl podle záznamů z policejního hovoru. Podle právního zástupce rodiny Martinových si mladík těsně před incidentem volal se svou přítelkyní v Miami. Policie se následně podle záznamů Zimmermana zeptala, jestli Martina sleduje, ten odpověděl, že ano. Dispečer nato namítl, že to není třeba a že na místo vyšle hlídku, Zimmerman nicméně neuposlechl a Martina sám konfrontoval. Co přesně se stalo není známo. Podle svědků byl z místa slyšet „křik“, jiný svědek to ovšem popsal jako „hlasitý rozhovor“. Oba dva se pravděpodobně začali hádat a následně i bít. Svědci popsali, že slyšeli hlasité volání o pomoc, nebylo však možné s jistotou určit, jestli to bylo Martinovo či Zimmermanovo volání. S jistotou je nicméně známé, že velké množství sousedů slyšelo výstřel ze zbraně. Ten vyšel z Zimmermanovy legálně držené 9mm pistole (model Kel-Tec PF9). Po příjezdu policie nalezla v obličeji zraněného Zimmermana a mrtvého a rovněž pohmožděného Trayvona Martina, který byl usmrcen výstřelem do hrudníku. Martin byl přitom neozbrojen, podle Zimmermanovi výpovědi byl ovšem v dosahu jeho zbraně. Dle následných ohledání byly ovšem na zbrani nalezeny pouze Zimmermanovy otisky prstů, ne Martinovy.
Zimmerman byl hlídkou vzat do vazby, jeho zranění hlavy byla ošetřena a po pětihodinovém výslechu byl následně propuštěn. Jeho propuštění bylo odůvodněno sebeobranou a bylo tou událostí, která k tomuto případu přitáhla mediální pozornost. Martinova rodina následně uvedla, že se jejich syn stal obětí rasového profilování (praxe, kdy jsou k policejním kontrolám statisticky více zastavování Afro- a Latinoameričané kvůli rasovým stereotypům než kvůli individuálním podezřením) a nepřiměřené reakce kvůli jeho rase/etnicitě, což by se nestalo, kdyby nebyl černoch.
Následná toxikologie v Martinově těle ukázala stopy THC, nebylo však možné určit, jakou hladinu THC měl v době incidentu. Podle znalce se mohlo jednat o pozůstatek z dob, kdy byl ještě v Miami.
Zimmerman byl následně vlivem politického tlaku obviněn z vraždy druhého stupně, 13. července 2013 soud rozhodl o jeho nevině.

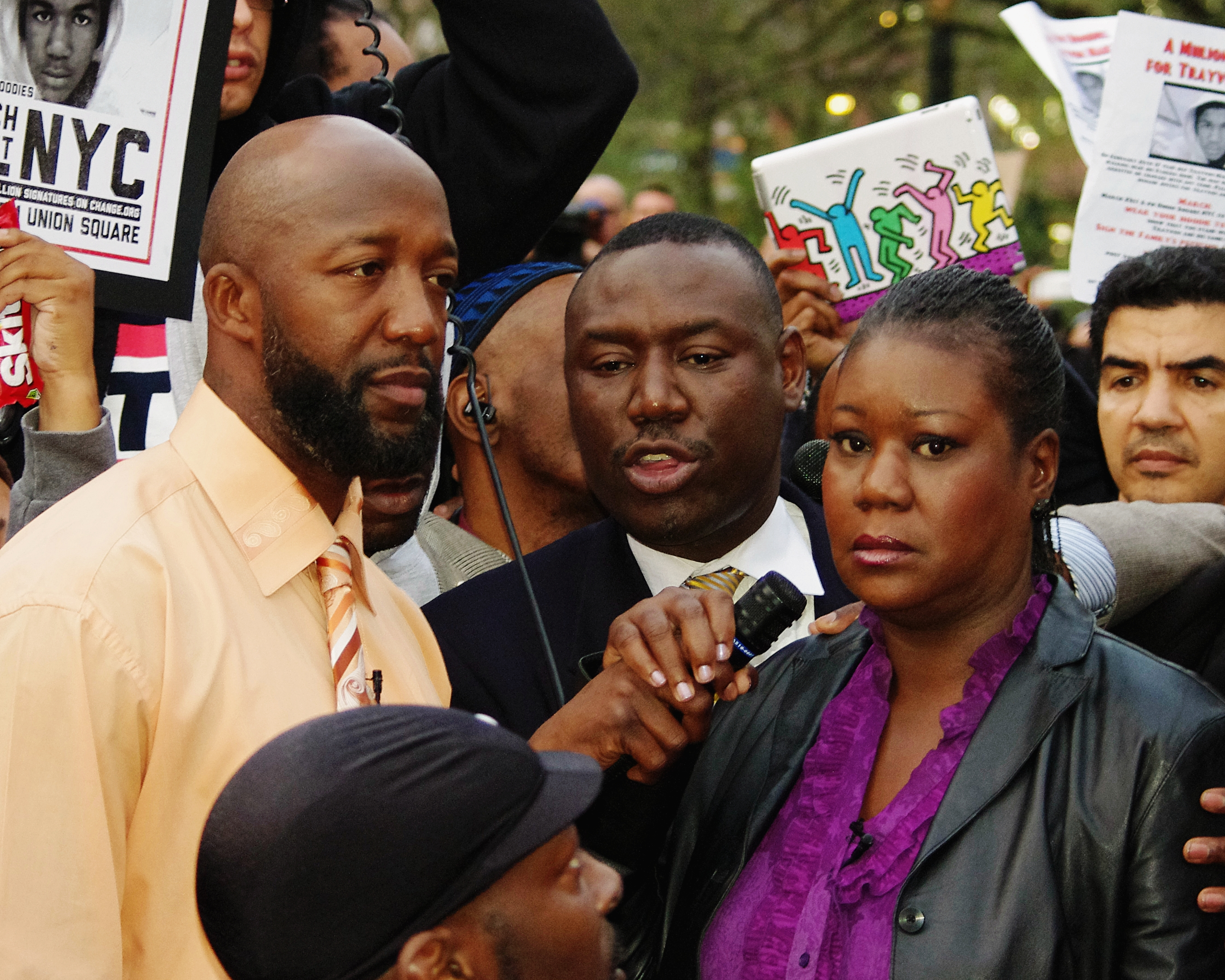
Rodina Trayvona Martina při protestech
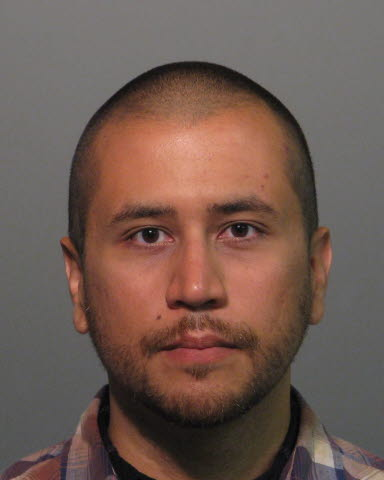
George Zimmerman